# Hans Peter Blochwitz
Hans Peter Blochwitz (né le 28 septembre 1949 à Garmisch-Partenkirchen) est un ténor lyrique allemand qui, après une entrée tardive, a effectué une carrière internationale.

## Biographie
Hans Peter Blochwitz reçoit les leçons de chant d'Elisabeth Fellner Köberlein à Mainz. Tout en travaillant à ses études d'ingénieur à l'Université technique de Darmstadt il donne ses premiers concerts en tant que ténor. À l'âge de 35 ans, en 1984, Blochwitz décide de faire du chant son activité principale. La toute première audition à l'Opéra de Francfort fait une telle impression qu'il est engagé pour le rôle de Lenski dans Eugène Onéguine de Tschaikovski. Dès 1985 Claudio Abbado l'amène à interpréter la Passion selon saint Matthieu de Jean Sébastien Bach, à La Scala.
En 1987, Blochwitz fait ses débuts américains également dans le rôle de l'évangéliste de la Passion selon saint Matthieu, lors d'une interprétation avec l'Orchestre symphonique de Chicago sous la direction de Georg Solti. En 1989, après un Don Ottavio dans le Don Giovanni de Mozart, à San Francisco, il joue le même rôle au Metropolitan Opera de New York l'année suivante. Dès lors il est demandé comme un ténor des deux côtés de l'Atlantique, travaillant avec les plus grands chefs de son temps, notamment avec James Levine, Riccardo Chailly, John Eliot Gardiner, Kurt Masur, Neville Marriner et Nikolaus Harnoncourt. En Europe il apparaît en tant que ténor lyrique à Vienne, Bruxelles, Paris (tant à l'Opéra Bastille qu'au Théâtre du Châtelet), Genève, Zurich, Amsterdam, Londres (à Covent Garden et au Wigmore Hall), Lisbonne et au Festival d'Aix-en-Provence.
Outre ses activités à l'opéra, Blochwitz consacre toute sa carrière en chantant dans le répertoire de l'oratorio, des concerts de lieder, interprétant des œuvres de Johann Sebastian Bach, Georg Friedrich Händel, Claudio Monteverdi, Joseph Haydn, Robert Schumann, Franz Schubert et Wolfgang Amadeus Mozart ainsi que des pièces modernes de Alexander Zemlinsky, Benjamin Britten ou Hans Werner Henze. Hans Peter Blochwitz chante sur de nombreux enregistrements de disques et en particulier dans l'enregistrement des Winterreiser de Hans Zender et Franz Schubert. À la suite de quoi Blochwitz est invité par tous les grands festivals européens
Depuis l'hiver 2000/2001 Hans Peter Blochwitz détient une chaire de professeur à l'Université des Arts de Berne. Il vit à Bâle.

## Rôles
- Don Giovanni (Wolfgang Amadeus Mozart) : Don Ottavio
- Die Entführung aus dem Serail (Mozart) : Belmonte
- La clemenza di Tito (Mozart) : Tito
- Così fan tutte (Mozart) : Ferrando
- Capriccio (Richard Strauss) : Flamand
- Der junge Lord (Hans Werner Henze) : Wilhelm
- Eugène Onéguine (Tchaikovski) : Lenski
- Il barbiere di Siviglia (Gioachino Rossini) : Graf Almaviva
- L'Elisir d'amore (Gaetano Donizetti) : Nemorino

## Discographie
- Bach, Weihnachts-Oratorium, The Monteverdi Choir et The English Baroque Soloists, dir. John Eliot Gardiner, avec Hans Peter Blochwitz, Nancy Argenta, Anthony Rolfe Johnson, Anne Sofie von Otter, Olaf Bär (1987, Archiv)
- Mozart, Requiem, Kyrie KV 341  - The Monteverdi Choir et The English Baroque Soloists, John Eliot Gardiner, avec Hans Peter Blochwitz, Barbara Bonney, Anne Sofie von Otter, Willard White (1987, Decca)
- Bach, Passion selon saint Matthieu  - Chicago Symphony Chorus et Chicago Symphony Orchestra, Georg Solti, avec Anne Sofie von Otter, Anthony Rolfe Johnson, Hans Peter Blochwitz, Kiri Te Kanawa, Olaf Bär, Tom Krause (1991, 3CD Decca)
- Bruckner, Motets - Hans Peter Blochwitz avec le Freiburger Vokalensemble, Wolfgang Schäfer (1993, Christophorus)
- Schubert et Hans Zender, Winterreise - Hans Peter Blochwitz avec l'Ensemble Modern (1995, RCA/Sony)
- Liszt, Faust-Symphonie - Hans Peter Blochwitz avec l'Orchestre du Festival de Budapest sous la direction d'Iván Fischer (1997, Philips Classics)
- Wolf, Italienisches Liederbuch - Hans Peter Blochwitz et Christiane Oelze, avec Rudolf Jansen (piano) (2003, Berlin Classics)
- Brahms, Die schöne Magdalone - avec Hans Peter Blochwitz, Cornelia Froboess (narratrice) et Eric Schneider (piano) (2004, Berlin Classics)
- Zemlinsky, Lieder - avec Hans Peter Blochwitz, Barbara Bonney, Anne Sofie von Otter, Andreas Schmidt, Cord Garben (piano) (2009, Brilliant Classics)
- Mozart, Die Zauberflöte - avec le Chœur et l'Orchestre de l'Opernhaus de Zürich sous la direction de Nikolaus Harnoncourt, avec Hans Peter Blochwitz, Matti Salminen, Thomas Hampson, Edita Gruberová, Barbara Bonney, Anton Scharinger, Edith Schmidt (2009, Warner Classics)

## Source
- (de) Cet article est partiellement ou en totalité issu de l’article de Wikipédia en allemand intitulé « Hans Peter Blochwitz » (voir la liste des auteurs).